# 브라이슨 디섐보

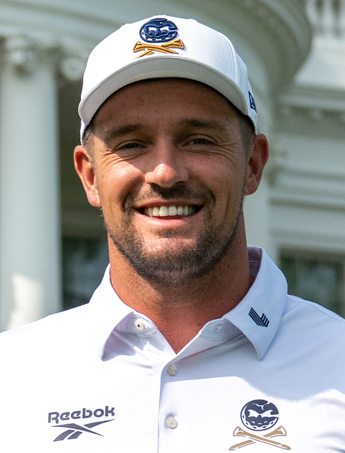
2025.

브라이슨 제임스 올드리치 디섐보(영어: Bryson James Aldrich DeChambeau, 1993년 7월 16일 ~ )는 PGA 투어에서 뛰고 있는 미국의 프로 골프 선수이다. 1993년 캘리포니아주 모데스토에서 태어나, 7세 때 클로비스로 이주했다. 서던메소디스트 대학교에서 물리학을 전공하다가 아마추어 자격으로 캘리포니아주 주니어 챔피언십에서 우승하였다.